# Liège-Bastogne-Liège 2002
Liège-Bastogne-Liège 2002 est la 88e édition de cette course cycliste sur route masculine. Elle a eu lieu le 21 avril 2002. L'Italien Paolo Bettini a remporté la course devant son compatriote et coéquipier Stefano Garzelli, et trois autres Italiens, Ivan Basso, Mirko Celestino et Massimo Codol. Ils étaient tous les cinq échappés dans le final avec un autre coureur, l'Allemand Matthias Kessler.
La course disputée sur un parcours de 258 kilomètres est l'une des manches de la Coupe du monde de cyclisme sur route 2002.

## Présentation

### Équipes
Liège-Bastogne-Liège figure au calendrier de la Coupe du monde de cyclisme sur route 2002.
On retrouve un total de 25 équipes au départ, 22 faisant partie des GSI, la première division mondiale, et les trois dernières des GSII, la seconde division mondiale.
| Groupes sportifs I (22)- Domo-Farm Frites - Lotto-Adecco - Mapei-Quick Step - Team Coast - Cofidis, le Crédit par Téléphone - Lampre-Daikin - Rabobank - Telekom - Tacconi Sport - CSC-Tiscali - US Postal Service - Euskaltel-Euskadi - Fassa Bortolo - Crédit agricole - iBanesto.com - Phonak Hearing Systems - ONCE-Eroski - Saeco-Longoni Sport - Gerolsteiner - Jean Delatour - Kelme-Costa Blanca - Bonjour Groupes sportifs II (3)- Mercatone Uno - Landbouwkrediet-Colnago - Palmans-Collstrop |
| |

## Déroulement de la course
La Doyenne 2002 est le cadre d'une échappée en solitaire et au long cours du jeune Français Fabrice Salanson qui reste plus de 200 kilomètres en tête et compte une dizaine de minutes d'avance au sommet de la côte de Stockeu à Stavelot. Cinq hommes s'extraient du peloton et partent en chasse derrière Salanson dont l'avance fond comme neige au soleil. Ce groupe de cinq hommes se compose de quatre Italiens (Ivan Basso, Stefano Garzelli, Alessandro Spezialetti et Paolo Bettini) et du coureur allemand Matthias Kessler. Le groupe rejoint et laisse sur place le jeune attaquant français.  Dans la descente de Sprimont, les cinq sont rejoints par deux autres Italiens : Mirko Celestino et Massimo Codol. Le groupe de sept ainsi constitué perd une unité en la personne d'Alessandro Spezialetti qui lâche prise lors de l'ascension de la côte du Sart-Tilman. Dans la côte de Saint-Nicolas, Stefano Garzelli place une attaque. Seul, son coéquipier Paolo Bettini le suit et les deux hommes de la Mapei filent ensemble vers l'arrivée à Ans où Paolo Bettini l'emporte.

## Classements

### Classement de la course
| \| Classement général \| Classement général \| Classement général \| Classement général \| Classement général \| \| Coureur \| Coureur \| Pays \| Équipe \| Temps \| \| ------------------ \| -------------------- \| ------------------ \| ------------------------------- \| ------------------ \| \| 1er \| Paolo Bettini \| Italie \| Mapei-Quick Step \| 6 h 39 min 44 s \| \| 2e \| Stefano Garzelli \| Italie \| Mapei-Quick Step \| + 0 s \| \| 3e \| Ivan Basso \| Italie \| Fassa Bortolo \| + 15 s \| \| 4e \| Mirko Celestino \| Italie \| Saeco-Longoni Sport \| + 23 s \| \| 5e \| Massimo Codol \| Italie \| Lampre-Daikin \| + 28 s \| \| 6e \| Matthias Kessler \| Allemagne \| Telekom \| + 35 s \| \| 7e \| Peter Van Petegem \| Belgique \| Lotto-Adecco \| + 1 min 03 s \| \| 8e \| Francesco Casagrande \| Italie \| Fassa Bortolo \| + 1 min 03 s \| \| 9e \| Davide Rebellin \| Italie \| Gerolsteiner \| + 1 min 03 s \| \| 10e \| Alexandre Vinokourov \| Kazakhstan \| Telekom \| + 1 min 03 s \| \| 11e \| Francisco Mancebo \| Espagne \| iBanesto.com \| + 1 min 03 s \| \| 12e \| Marcos Serrano \| Espagne \| ONCE-Eroski \| + 1 min 03 s \| \| 13e \| Michael Boogerd \| Pays-Bas \| Rabobank \| + 1 min 03 s \| \| 14e \| Andrei Kivilev \| Kazakhstan \| Cofidis-Le Crédit par Téléphone \| + 1 min 03 s \| \| 15e \| Dave Bruylandts \| Belgique \| Domo-Farm Frites \| + 1 min 03 s \| \| 16e \| Axel Merckx \| Belgique \| Domo-Farm Frites \| + 1 min 08 s \| \| 17e \| Nicki Sørensen \| Danemark \| CSC-Tiscali \| + 1 min 14 s \| \| 18e \| Mario Aerts \| Belgique \| Lotto-Adecco \| + 1 min 27 s \| \| 19e \| Laurent Brochard \| France \| Jean Delatour \| + 1 min 27 s \| \| 20e \| George Hincapie \| États-Unis \| US Postal Service \| + 1 min 27 s \| |                      |            |                                 |                 |
| |                      |            |                                 |                 |
| |                      |            |                                 |                 |
| Classement général |                      |            |                                 |                 |
| Coureur | Coureur              | Pays       | Équipe                          | Temps           |
| 1er | Paolo Bettini        | Italie     | Mapei-Quick Step                | 6 h 39 min 44 s |
| 2e | Stefano Garzelli     | Italie     | Mapei-Quick Step                | + 0 s           |
| 3e | Ivan Basso           | Italie     | Fassa Bortolo                   | + 15 s          |
| 4e | Mirko Celestino      | Italie     | Saeco-Longoni Sport             | + 23 s          |
| 5e | Massimo Codol        | Italie     | Lampre-Daikin                   | + 28 s          |
| 6e | Matthias Kessler     | Allemagne  | Telekom                         | + 35 s          |
| 7e | Peter Van Petegem    | Belgique   | Lotto-Adecco                    | + 1 min 03 s    |
| 8e | Francesco Casagrande | Italie     | Fassa Bortolo                   | + 1 min 03 s    |
| 9e | Davide Rebellin      | Italie     | Gerolsteiner                    | + 1 min 03 s    |
| 10e | Alexandre Vinokourov | Kazakhstan | Telekom                         | + 1 min 03 s    |
| 11e | Francisco Mancebo    | Espagne    | iBanesto.com                    | + 1 min 03 s    |
| 12e | Marcos Serrano       | Espagne    | ONCE-Eroski                     | + 1 min 03 s    |
| 13e | Michael Boogerd      | Pays-Bas   | Rabobank                        | + 1 min 03 s    |
| 14e | Andrei Kivilev       | Kazakhstan | Cofidis-Le Crédit par Téléphone | + 1 min 03 s    |
| 15e | Dave Bruylandts      | Belgique   | Domo-Farm Frites                | + 1 min 03 s    |
| 16e | Axel Merckx          | Belgique   | Domo-Farm Frites                | + 1 min 08 s    |
| 17e | Nicki Sørensen       | Danemark   | CSC-Tiscali                     | + 1 min 14 s    |
| 18e | Mario Aerts          | Belgique   | Lotto-Adecco                    | + 1 min 27 s    |
| 19e | Laurent Brochard     | France     | Jean Delatour                   | + 1 min 27 s    |
| 20e | George Hincapie      | États-Unis | US Postal Service               | + 1 min 27 s    |

### Classement UCI
La course attribue des points à la Coupe du monde de cyclisme sur route 2002 selon le barème suivant :
| Position           | 1er | 2e | 3e | 4e | 5e | 6e | 7e | 8e | 9e | 10e | 11e | 12e | 13e | 14e | 15e | 16e | 17e | 18e | 19e | 20e | 21e | 22e | 23e | 24e | 25e |
| Classement général | 100 | 70 | 50 | 40 | 36 | 32 | 28 | 24 | 20 | 16  | 15  | 14  | 13  | 12  | 11  | 10  | 9   | 8   | 7   | 6   | 5   | 4   | 3   | 2   | 1   |

Après cette quatrième épreuve le classement est le suivant :
| #  | Coureur           | Équipe            | Points | Précédent | Evolution     |
| -- | ----------------- | ----------------- | ------ | --------- | ------------- |
| 1  | Johan Museeuw     | Domo-Farm Frites  | 170    | 1         | en stagnation |
| 2  | Mario Cipollini   | Saeco             | 120    | 2         | en stagnation |
| 3  | Paolo Bettini     | Mapei-Quick Step  | 110    | ??        | +??           |
| 4  | Andrea Tafi       | Mapei-Quick Step  | 109    | 3         | -1            |
| 5  | Peter Van Petegem | Lotto-Adecco      | 89     | 7         | +2            |
| 6  | George Hincapie   | US Postal Service | 88     | 4         | -2            |
| 7  | Fred Rodriguez    | Domo-Farm Frites  | 79     | 5         | -2            |
| 8  | Stefano Garzelli  | Mapei-Quick Step  | 70     | Entrée    | Entrée        |
| 9  | Steffen Wesemann  | Telekom           | 70     | 6         | -3            |
| 10 | Jo Planckaert     | Cofidis           | 55     | 8         | -2            |

| #  | Équipe                 | Points | Précédent | Evolution |
| -- | ---------------------- | ------ | --------- | --------- |
| 1  | Domo-Farm Frites       | 34     |           |           |
| 2  | Mapei-Quick Step       | 27     |           |           |
| 3  | Lotto-Adecco           | 24     |           |           |
| 4  | Cofidis                | 18     |           |           |
| 5  | Telekom                | 17     |           |           |
| 6  | Lampre-Daikin          | 17     |           |           |
| 7  | Team Coast             | 14     |           |           |
| 8  | Rabobank               | 12     |           |           |
| 9  | Index-Alexia Alluminio | 9      |           |           |
| 10 | Fassa Bortolo          | 9      |           |           |